# Petrosimonia triandra
Petrosimonia triandra là loài thực vật có hoa thuộc họ Dền. Loài này được (Pall.) Rech. miêu tả khoa học đầu tiên năm 1889.